# Cessna 172
Cessna 172 («Се́ссна-172») — американський легкий літак. Випускається компанією Цессна. Наймасовіший літак в історії авіації. З 1956 року збудовано понад 43 000 літаків. Виробництво було зупинено в середині 80-х, але було відновлено в 1996 році з потужнішим двигуном.

## Льотно-технічні характеристики
- Екіпаж: 1 пілот і 3 пасажири або 2 пілоти і 2 пасажири
- Пасажиромісткість: 3 пасажири при 1 пілоту і 2 пасажири при 2 пилотах (1 пасажир під час польоту може сидіти на кріслі 2-ого пілота)
- Довжина: 8,28 м
- Розмах крила: 11,0 м
- Висота: 2,72 м
- Площа крила: 16,2 м²
- Коефіцієнт подовження крила: 7,32
- Профіль крила: NACA 2412 (modified)
- Маса порожнього: 736 кг
- Максимальна злітна маса: 1159 кг
- Маса корисного навантаження: 376 кг
- Двигуни: 1 × Lycoming O-320 flat-4
- Потужність двигуна: 160 к. с. (Lycoming IO-320-H2A flat-4)
- Місткість паливних баків по 105,5 л (28,0 галонів): максимально 211 л
- Коефіцієнт лобового опору при нульовій підіймальній силі: 0,0319
- Еквівалентна площа опору: 0,52 м²

### Льотні характеристики
- Максимальна швидкість: 228 км/год (141 миль/год, 123 вузлів) на рівні моря
- Максимальна швидкість: 302 км/год
- Практична дальність: 1272 км при 60 % потужності на висоті 3040 м
- Практична стеля: 4116 м
- Швидкопідйомність: 3,7 м/с
- Навантаження на крило: 68,8 кг/м²
- Тягооснащеність: 108 Вт/кг
- Аеродинамічна якість: 11,6

## Цікавий факт
28 травня 1987 — літак Цессна 172 «Скайхок» (номер D-ECJB), пілотований німецьким громадянином Матіасом Рустом, вилетів із столиці Фінляндії Гельсінкі, і приземлився на Красній площі в Москві. В результаті інцидента був знятий із своїх постів ряд вищих офіцерів ВС СРСР, включаючи міністра оборони Соколова, командувача ППО Колдунова та командувача ВПС Єфімова.

## Галерея

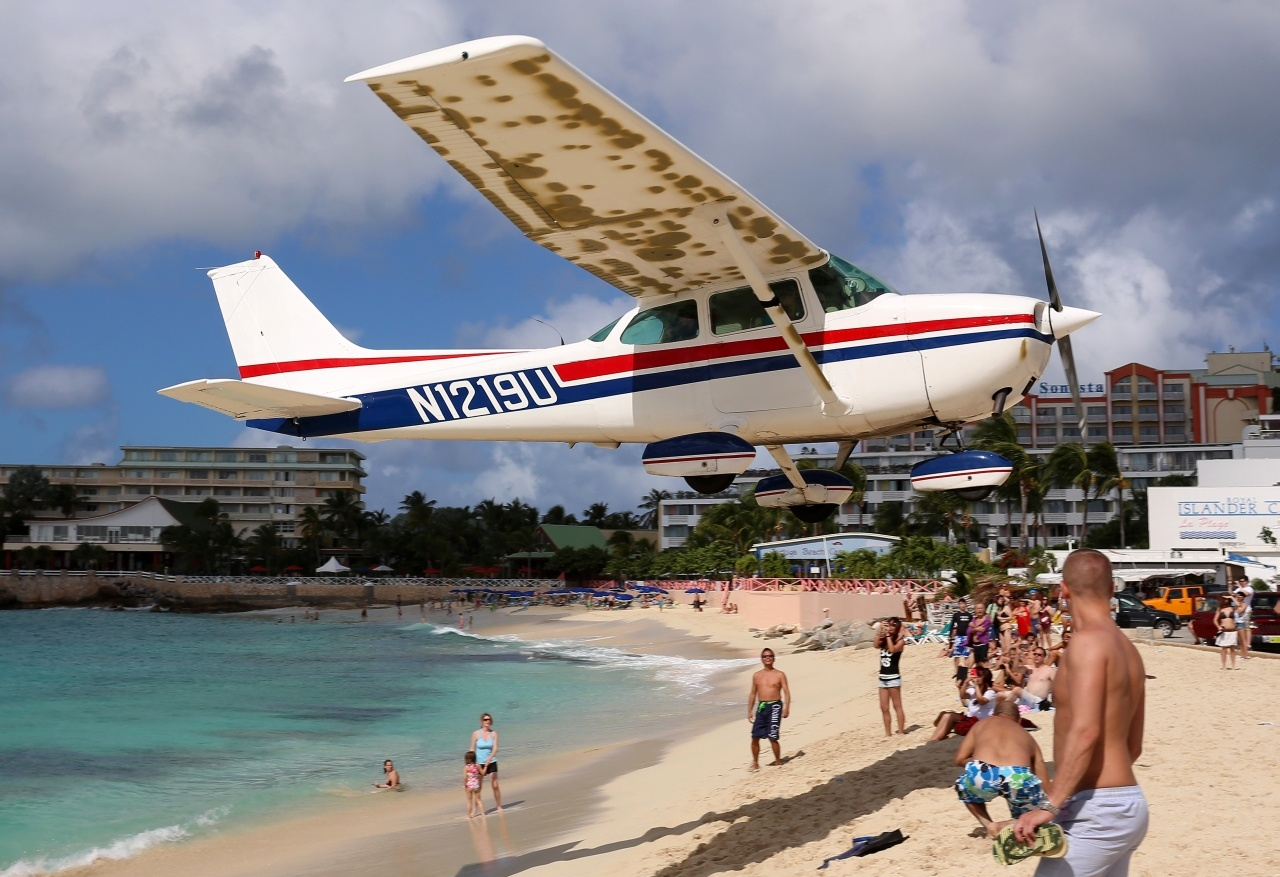
Cessna 172 летить буквально над головами над пляжем Махо, острів Сен-Мартен